# Spiegellijstergaai
De spiegellijstergaai (Pterorhinus mitratus, voorheen Garrulax mitratus) is een zangvogel uit de familie Leiothrichidae.

## Kenmerken
De spiegellijstergaai heeft een lengte van gemiddeld 23 cm. Het is een overwegend grijs gekleurde vogel met een kastanjekleurig kopkapje. Rond het oog een witte ring en op de vleugel een opvallende witte vlek (de "spiegel").

## Verspreiding en leefgebied
De spiegellijstergaai komt voor op het schiereiland Malakka en Sumatra. Op Borneo komt de kastanjekaplijstergaai (Garrulax treacheri) voor, die eerder werd beschouwd als een ondersoort van de spiegellijstergaai. Het is een vogel die leeft in montaan regenbos of secondair bos boven de 900 m boven de zeespiegel.
De soort telt twee ondersoorten:
- P. m. major: westelijk Maleisië.
- P. m. mitratus: Sumatra.

## Status
De spiegellijstergaai heeft een groot verspreidingsgebied en daardoor alleen al is de kans op uitsterven gering. De grootte van de populatie is niet gekwantificeerd. In een groot deel van het verspreidingsgebied is het een vrij algemene vogel, maar hij gaat in aantal achteruit, vooral omdat deze vogel in toenemende mate wordt gevangen voor de kooivogelhandel. Om deze redenen staat deze lijstergaai als gevoelig op de Rode Lijst van de IUCN.